# Xestia angara
Xestia angara là một loài bướm đêm trong họ Noctuidae.